# Горбачиха (Киев)
Горбачи́ха (укр. Горбачи́ха) — урочище в черте Днепровского района Киева, объект природно-охранного фонда площадью 82,8 га, расположено на левом берегу Днепра, граничит с Русановскими садами (от которых отделено дамбой — Дамбовая улица), с запада омывает река Десёнка (протока Черторой), а с юга — Горбачёв рукав. Является последним сохранившимся участком заплавных лесов киевского левобережья, которые были полностью уничтожены в процессе освоения и застройки территории. Название урочища, вероятно, произошло от рукава Днепра Горбачёв — протоки между урочищем и Долобским островом.
Создание плотин Киевской и Каневской ГЭС способствовало замедлению скорости течения Днепра, тем самым, зафиксировав очертания днепровских островов и урочищ. До 1990-х годов единственным результатом хозяйственной деятельности человека на территории урочища была построенная после окончания Второй мировой войны дорога из бетонных плит (аналогичная таковой на Трухановом острове) для соединения понтонных мостов при необходимости быстрого наведения переправы через Днепр по маршруту: Рыбальский полуостров — Труханов остров — урочище Горбачиха.
В 1993 году началось сооружение Подольского мостового перехода, который должен связать правый и левый берег Днепра (район Рыбальского полуострова с массивом Воскресенка). Согласно утверждённому проекту, часть 7-ми километровой эстакады мостового перехода должна пройти через урочище Горбачиха.
В 1994 году принято решение Киевского городского совета № 14, согласно которому урочище Горбачиха включено в перечень ценных природных территорий и объектов, которые резервируются и охраняются. Это решение нашло отражение в Программе комплексного использования земельной зоны города Киева до 2010 года и опубликованном Генеральном плане города Киева до 2020 года. Тем не менее, в 2007 году решением Киевского городского совета урочище Горбачиха отдано под застройку, однако позднее это решение отменено Окружным административным судом.